# 文仁柱
文仁柱（韓語：문인주，1999年8月22日—），朝鮮足球運動員，朝鮮國家足球隊成員。出生於日本埼玉縣，現效力於FC岐阜，持有朝鮮國籍。

## 外部連結
- Soccerway資料庫：文仁柱